# NPB Neue Privat Bank

Ehemaliges Logo

Die NPB Neue Privat Bank AG mit Sitz in Zürich ist eine Schweizer Privatbank. Ihre Kernaktivität umfasst die Vermögensverwaltung, das Private Banking, die Betreuung institutioneller Kunden und die Anlageberatung sowie in Zusammenarbeit mit anderen Banken das Anlagefondsgeschäft und die Emission von strukturierten Finanzprodukten sowie die Übernahme von Zahlstellenmandaten für Auslandfonds. 
Das Bankhaus wurde 2001 von vier geschäftsführenden Partnern zusammen mit verschiedenen Schweizer Privatinvestoren gegründet und ist als reine Vermögensverwaltungsbank tätig. Die Prozessstrukturen im Backoffice- und Informatikbereich wurden bei der InCore Bank AG, als Outsourcing-Partner ausgelagert. Die NPB Neue Privat Bank AG beschäftigt rund 23 Mitarbeiter. Sie hat eine Bank-4 Lizenz in den Vereinigten Arabischen Emiraten und hat dort ein Office (NPB Middle East Ltd.)